# Leiberg (Marienheide)
Leiberg ist eine Ortschaft in der Gemeinde Marienheide im Oberbergischen Kreis, Nordrhein-Westfalen.

## Lage und Beschreibung
Der Ort liegt etwa 4,7 km in südwestlicher Richtung vom Hauptort entfernt. Nördlich der im Tal gelegenen Ortschaft fließt die Lindlarer Sülz vorbei.

## Geschichte
Im Jahr 1542 wurde der Ort das erste Mal urkundlich erwähnt und zwar werden „Hans to Leyberghe, Theis dessen Bruder und Martin van Leyberch“ in den Türkensteuerlisten genannt.
Der Weiler Leiberg gehörte bis 1806 zur Reichsherrschaft Gimborn-Neustadt. Nach seiner Zugehörigkeit zum Großherzogtum Berg (1806–1813) und einer provisorischen Übergangsverwaltung kam die Region aufgrund der auf dem Wiener Kongress getroffenen Vereinbarungen 1815 zum Königreich Preußen. Unter der preußischen Verwaltung gehörte der Ort zunächst zum Kreis Gimborn (1816–1825) und danach zum Kreis Gummersbach in der Rheinprovinz. Im Jahr 1843 hatte Leiberg 55 Einwohner, die in 11 Häusern wohnten.

## Freizeit

### Wander- und Radwege
- Der Historische-Wanderweg X 8, Born - Weyerbusch führt durch Leiberg.